# Thomas Ravenscroft

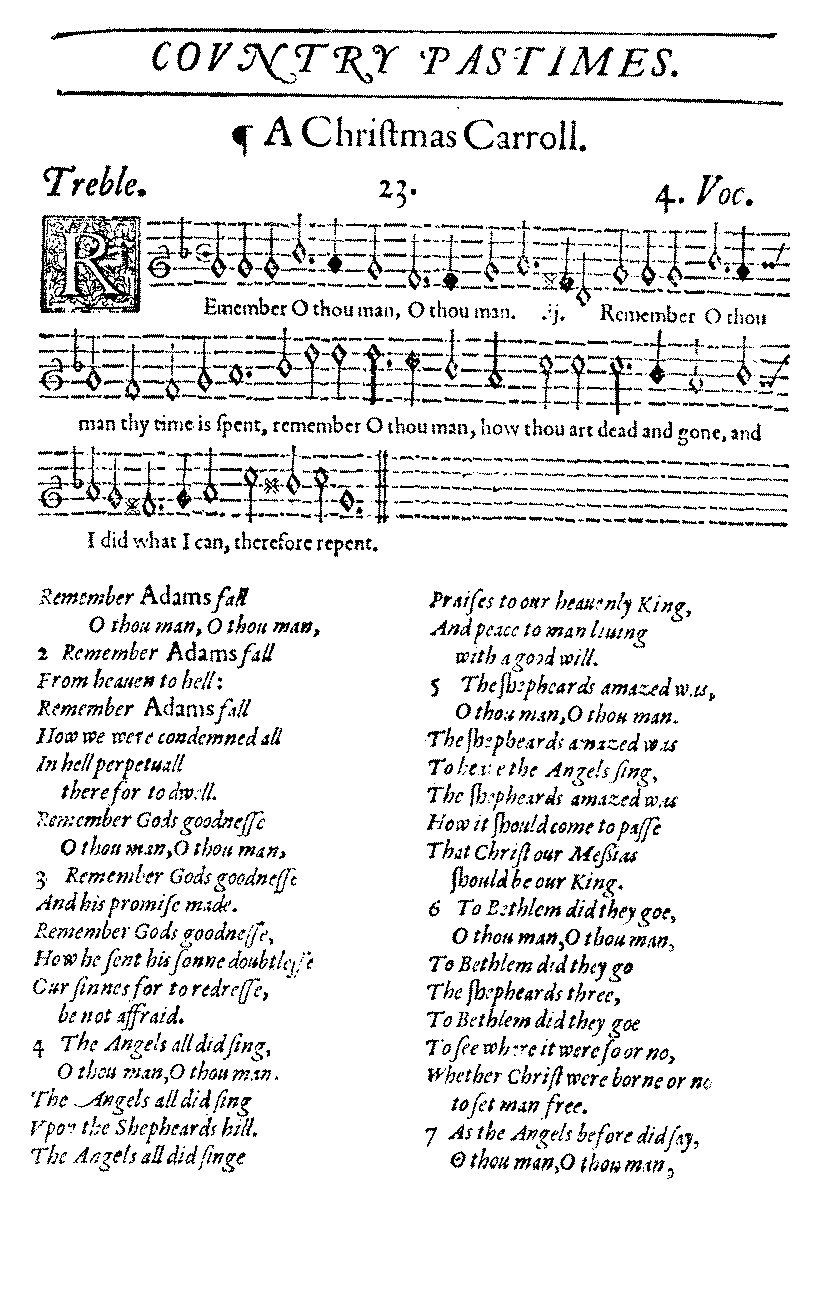
Bài hát Giáng sinh được chỉnh sửa bởi Ravenscroft.

Thomas Ravenscroft (trước 1582 hoặc 1592-1635) là một nhạc sĩ, nhà lý thuyết âm nhạc và là một biên tập viên người Anh đóng góp nhiều cho phong cách Nhạc dân gian. Cuộc sống ở những giai đoạn đầu của ông rất ít được biết đến. Năm 1594, Ông được lựa chọn tham gia hát hợp xướng trong nhà thờ Thánh Paul và ở đó cho đến năm 1600 dưới sự đạo của Thomas Giles. Ông có thể đã từng được nhận bằng cử nhân năm 1605 từ Cambridge.
Các tác phẩm của ông gồm 3 bộ sưu tập là Pammelia (1609), Deuteromelia or The Seconde Part of Musicks Melodie (1609) và Melismata (1611). Ông đã sáng tác 4 fantasia cho đàn viol. Ngoài ra ông còn viết hai luận án về lý thuyết âm nhạc, thứ nhất là A Briefe Discourse of the True (xuất bản tại Luân Đôn năm 1614) và A Treatise of Musick (chưa được xuất bản).